# Elena Cantacuzena (imperatrice di Trebisonda)
Elena Cantacuzena (Costantinopoli, ... – Costantinopoli, 1463) è stata un'imperatrice bizantina, ultima imperatrice di Trebisonda come moglie di Davide II.

## Biografia
Elena Cantacuzena era una delle figlie di Teodoro Paleologo Cantacuzeno e di sua moglie Elena Ouresina Doucaina, nonché nipote di Matteo Cantacuzeno e Irene Paleologa e bisnipote dell'imperatore Giovanni VI. In data sconosciuta, sposò Davide II di Trebisonda, dopo che era rimasto vedovo della sua prima moglie, Maria di Gothia. Non è noto quali figli gli diede ad eccezione di Anna (n.1447 ca), che sarebbe divenuta consorte prima del sultano ottomano Mehmed II e poi di un suo luogotenente, Zagan Pasha. 
Elena e suo marito furono gli ultimi imperatori di Trebisonda: il 15 agosto 1461 Mehmed II, già conquistatore di Costantinopoli, li obbligò a rinunciare al trono in cambio del pagamento di una rendita annua. Fu in quest'occasione che Mehmed prese con sé Anna, come consorte e ostaggio. 
Due anni dopo, il 1 novembre 1463, Davide venne accusato di complottare col nemico del sultano Uzun Hassan e giustiziato insieme a diversi figli e nipoti. Mehmed ordinò che i cadaveri fossero lasciati a marcire fuori dalle mura di Costantinopoli, ma la tradizione vuole che Elena disubbidì, seppellendoli con le sue mani. Il sultano allora la condannò al pagamento di 15.000 ducati o a essere giustiziata lei stessa: malgrado i suoi servi avessero raccolto la cifra necessaria, Elena scelse la seconda opzione e, dopo essersi vestita di tela di sacco, visse in una capanna vicino alle tombe della sua famiglia fino all'esecuzione della sentenza.

## Storicità
Un'ipotesi minoritaria e non comprovata sostiene che Elena di Trebisonda sia stata accidentalmente "inventata" dalle fonti coeve,  fondendo la madre di Davide, Teodora Cantacuzena, che secondo questa ipotesi sarebbe stata la vera figlia di Teodoro Paleologo Cantacuzeno, e la sua prima moglie Maria, che sarebbe sopravvissuta al marito e sarebbe stata la protagonista della leggendaria sepoltura. 
A sostegno di questa ipotesi viene presentata la scarsità di menzioni di Elena nelle fonti e le contraddizioni nelle genealogie, riportate da alcuni autori coevi in maniera incompatibile.

## Ascendenza
|                               |             |                                      | Genitori               |  |  | Nonni |  |  | Bisnonni                |  |  | Trisnonni           |  |
|                               |             |                                      |                        |  |  |       |  |  | Giovanni VI Cantacuzeno |  |  | Michele Cantacuzeno |  |
|                               |             |                                      |                        |  |  |       |  |  | Giovanni VI Cantacuzeno |  |  | Michele Cantacuzeno |  |
|                               |             | Teodora Paleologa Cantacuzena Angela |                        |  |  |       |  |  | Giovanni VI Cantacuzeno |  |  |                     |  |
| Matteo Cantacuzeno            |             |                                      |                        |  |  |       |  |  | Giovanni VI Cantacuzeno |  |  |                     |  |
|                               |             | Irene Asanina                        | Andronico Asen         |  |  |       |  |  |                         |  |  |                     |  |
|                               |             | Irene Asanina                        | Andronico Asen         |  |  |       |  |  |                         |  |  |                     |  |
|                               |             | Irene Asanina                        | N. Tarchanaiotissa     |  |  |       |  |  |                         |  |  |                     |  |
| Teodoro Paleologo Cantacuzeno |             | Irene Asanina                        |                        |  |  |       |  |  |                         |  |  |                     |  |
|                               |             | Demetrio Paleologo                   | Andronico II Paleologo |  |  |       |  |  |                         |  |  |                     |  |
|                               |             | Demetrio Paleologo                   | Andronico II Paleologo |  |  |       |  |  |                         |  |  |                     |  |
|                               |             | Demetrio Paleologo                   | Violante di Monferrato |  |  |       |  |  |                         |  |  |                     |  |
| Irene Paleologa               |             | Demetrio Paleologo                   |                        |  |  |       |  |  |                         |  |  |                     |  |
|                               |             | Teodora Comnena                      | …                      |  |  |       |  |  |                         |  |  |                     |  |
|                               |             | Teodora Comnena                      | …                      |  |  |       |  |  |                         |  |  |                     |  |
|                               |             | Teodora Comnena                      | …                      |  |  |       |  |  |                         |  |  |                     |  |
| Elena Cantacuzena             |             | Teodora Comnena                      |                        |  |  |       |  |  |                         |  |  |                     |  |
|                               | Simeon Uroš | Stefano Uroš III Dečanski            |                        |  |  |       |  |  |                         |  |  |                     |  |
|                               | Simeon Uroš | Stefano Uroš III Dečanski            |                        |  |  |       |  |  |                         |  |  |                     |  |
|                               | Simeon Uroš | Maria Paleologa                      |                        |  |  |       |  |  |                         |  |  |                     |  |
| Giovanni Uroš di Tessaglia    | Simeon Uroš |                                      |                        |  |  |       |  |  |                         |  |  |                     |  |
|                               |             | Tommasa Orsini                       | Giovanni d'Epiro       |  |  |       |  |  |                         |  |  |                     |  |
|                               |             | Tommasa Orsini                       | Giovanni d'Epiro       |  |  |       |  |  |                         |  |  |                     |  |
|                               |             | Tommasa Orsini                       | Anna Paleologa         |  |  |       |  |  |                         |  |  |                     |  |
| Elena Ouresina Doucaina       |             | Tommasa Orsini                       |                        |  |  |       |  |  |                         |  |  |                     |  |
|                               |             | Radoslav Hlapen                      | …                      |  |  |       |  |  |                         |  |  |                     |  |
|                               |             | Radoslav Hlapen                      | …                      |  |  |       |  |  |                         |  |  |                     |  |
|                               |             | Radoslav Hlapen                      | …                      |  |  |       |  |  |                         |  |  |                     |  |
| N. Radoslava                  |             | Radoslav Hlapen                      |                        |  |  |       |  |  |                         |  |  |                     |  |
|                               |             | …                                    | …                      |  |  |       |  |  |                         |  |  |                     |  |
|                               |             | …                                    | …                      |  |  |       |  |  |                         |  |  |                     |  |
|                               |             | …                                    | …                      |  |  |       |  |  |                         |  |  |                     |  |
|                               |             | …                                    |                        |  |  |       |  |  |                         |  |  |                     |  |